# Here I Am (EP de Yesung)
Here I Am é o EP de estreia do cantor sul-coreano Yesung. Foi lançado em 19 de abril de 2016, pela gravadora Label SJ, subsidiária da SM Entertainment, com distribuição da KT Music. O extended play marca a estreia de Yesung como artista solo, depois de estrar como integrante da boy band Super Junior, em 2005.

## Lista de faixas
| Edição digital/física |                                                  |                                   |                                   |                           |         |  |
| N.º                   | Título                                           | Letras                            | Música                            | Arranjo                   | Duração |  |
| 1.                    | "문 열어봐" (Here I Am)                          | Yesung, Brother Su                | Yesung, Brother Su                | Eco Bridge                | 4:28    |  |
| 2.                    | "벚꽃잎" (Spring in Me) (com Dalchong (Cheeze))  | Polar Bear, Jerry. L, Han Hee-jun | Polar Bear, Jerry. L, Han Hee-jun | Buk Geuk-gom, Jerry. L    | 4:30    |  |
| 3.                    | "Between"                                        | Shin Agnes, Hwang Hyun            | Kim Yu-seok, Chu Dae-gwan         | Kim Yu-seok, Chu Dae-gwan | 3:12    |  |
| 4.                    | "우리" (We)                                      | 4th Hitter, NomNomNom             | 4th Hitter, NomNomNom             | Batter No.4               | 3:36    |  |
| 5.                    | "메아리" (Your echo)                             | Cho Yoon-kyung                    | ZigZag Note                       | ZigZag Note               | 4:38    |  |
| 6.                    | "어떤 말로도" (Confession) (com Chanyeol (EXO))) | Yesung, Brother Su                | Yesung, Brother Su                | Hwang Sung-jae            | 3:54    |  |
| 7.                    | "달의 노래" (My Dear)                            | Yesung, Yang Jae-sun              | Lee Bang Won Division             | Lee Bang Won Division     | 3:11    |  |
| Duração total:        | Duração total:                                   | Duração total:                    | Duração total:                    | Duração total:            | 27:33   |  |

## Histórico de lançamento
| Região        | Data                | Formato              | Gravadora                  | Distribuição |
| ------------- | ------------------- | -------------------- | -------------------------- | ------------ |
| Coreia do Sul | 19 de abril de 2016 | CD, download digital | Label SJ, SM Entertainment | KT Music     |
| Mundo         | 19 de abril de 2016 | download digital     | Label SJ, SM Entertainment | KT Music     |